# 신예리
신예리(申藝莉, 1969년 4월 10일 ~ )는 대한민국의 언론인이다. 

## 학력
- 서울대학교 영어영문학과 학사
- 서문여자고등학교

## 경력
- 1990년 ~ 2008년 7월: 중앙일보 입사
- 중앙일보 경제부 기자
- 중앙일보 국제부 기자
- 중앙일보 문화부 기자
- 2008년 7월 ~ 2011년 8월: 중앙일보 논설위원
- 2011년 8월 ~ 2015년 11월: JTBC 국제부 부장
- 2015년 12월 ~ 2021년 10월: JTBC 보도제작국 국장
- 2021년 10월 ~ 2022년 5월: JTBC 보도제작국 국장 겸 보도콘텐트혁신위원장
- 2022년 6월 : JTBC 교양팩추얼본부장 · 상무보
- 2022년 ~ 2023년 3월: JTBC 교양팩추얼본부장 · 상무
- 2023년 4월 ~ 현재 : JTBC 비상근자문역

## 진행
- JTBC 《신예리 & 강찬호의 직격토크 - 나는 누구냐》 : 2012년 3월 1일 ~ 2012년 7월 29일
- JTBC 《신예리·박진규의 시시각각》 : 2013년 1월 2일 ~ 2013년 3월 29일
- JTBC 《JTBC 밤샘토론》 : 2013년 9월 27일 ~ 2020년 12월 18일